# Kings koledž (London)
Kings koledž London (engl. King's College London, KCL) je javni istraživački univerzitet lociran u Londonu, u Ujedinjenom Kraljevstvu. Jedan je od koledža Londonskog univerziteta i jedan od najstarijih univerziteta u Engleskoj. Formirali su ga Džordž IV i Artur Velsli 1829. godine kada je primio svoju kraljevsku povelju. Kings koledž je 1836. postao jedan od dva osnivačka koledža Londonskog univerziteta.

## Istorija
Kings koledž ima pet kampusa: istorijski kampus Strand u centralnom Londonu, tri kampusa na strani Temze (Guis, Sent Tomas i Vaterlu) i jedan u Denmark Hilu u južnom Londonu. Sadrže kampuse i u Šrivenhamu, Oksfordširu, namenjen profesionalnom vojnom obrazovanju i u Njukiju, Kornvolu, gde sadrže centar za informacione usluge. Akademske aktivnosti su im organizovane u devet fakulteta koji su podeljeni na brojna odeljenja, centre i istraživačke odseke. Godine 2022—2023. je imao ukupan prihod od 1230 funti milijardi od čega 236,3 funti miliona je bilo od grantova za istraživanje i ugovora. Sadrže četvrtu najveću zadužbinu od svih univerziteta u Ujedinjenom Kraljevstvu i najveću od svih u Londonu. Predstavlja peti po veličini univerzitet u Ujedinjenom Kraljevstvu po ukupnom upisu, a prima preko 70.000 dodiplomskih prijava godišnje što ga čini četvrtim najpopularnijim univerzitetom u Ujedinjenom Kraljevstvu po obimu prijava.
Kings koledž je član akademskih organizacija uključujući Asocijaciju univerziteta Komonvelta, Evropsko udruženje univerziteta i Rasel grupu. Dom je šest centara Saveta za medicinska istraživanja i jedan je od osnivača Kings Health Partners akademskog centra za zdravstvene nauke, Instituta Francis Krik i MedSitija, najvećeg evropskog centra za diplomsku i postdiplomsku medicinsku nastavu i biomedicinska istraživanja po broju studenata. Obuhvata prvu svetsku školu za medicinske sestre i Fakultet za medicinske sestre i babice Florens Najtingel. Kings koledž se smatra delom „zlatnog trougla” univerziteta koji se nalaze u Oksfordu, Kembridžu i Londonu. Često je imao kraljevsko pokroviteljstvo na osnovu svog osnivanja, a pokrovitelj je bila kraljica Elizabeta II.

## Literatura
- Hearnshaw, F. J. C. (1929) The Centenary History of King's College London. George G. Harrap & Co.
- Huelin, G. (1978) King's College London, 1828–1978.
- Jones, C. K. (2004) King's College London: In the service of society.
- Taylor, C; Williams, G; Jones, C.K (2006) King's College London: Contributions to biomedicine: A continuing story

## Spoljašnje veze
- Zvanični veb-sajt
- Kings koledž Архивирано на веб-сајту  (7. октобар 2010)